# Enno von Conring
Enno Wilhelm Ferdinand von Conring (ur. 17 maja 1829 w Czachowie, zm. 28 maja 1886 w Wiesbaden) – był generałem-majorem Armii Cesarstwa Niemieckiego.

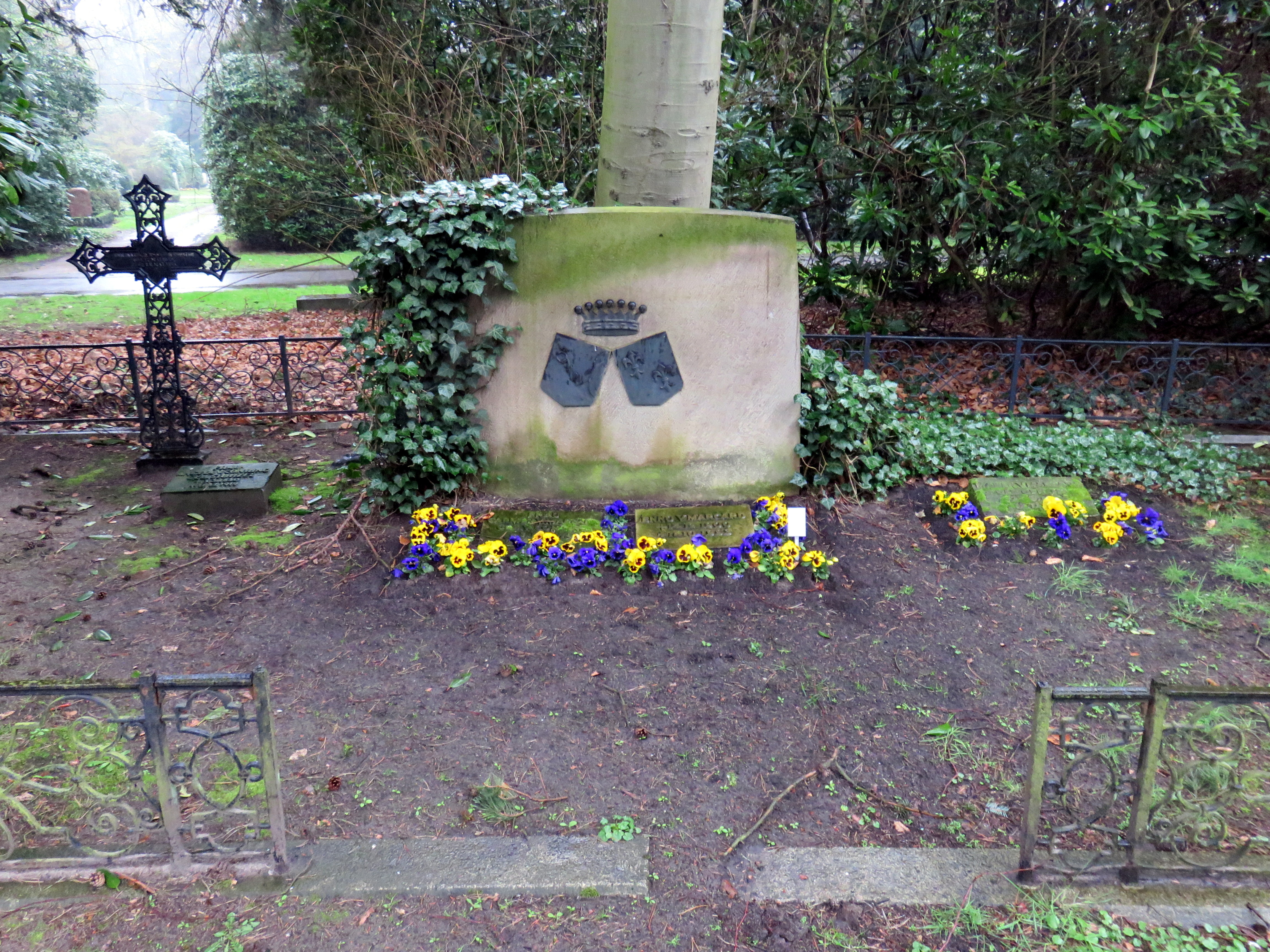
Grób gen. von Conriga na cmentarzu Ohlsdorf w Hamburgu.

## Rodzina
Enno był synem właściciela ziemskiego z Czachowa Justusa von Conringa (1792–1880). Jego matką była Karoline von Conring, z domu von der Lühe (1801–1883). Jego starszym bratem był urodzony w Łobzie pruski generał-porucznik Gustav von Conring (1825–1898). Enno von Conring był żonaty. 4 stycznia 1872 w Hamburgu poślubił Angelikę de los Angelos Störzel (1850-1920). Enno miał troje dzieci syna Friedricha Franza (1873–1965), który był pisarz i dwie córki Marię (ur. 1874) i Carmen (ur. 1875).

## Kariera wojskowa
Po ukończeniu wojskowego instytutu szkoleniowego w Schwerinie został przydzielony do Pułku Grenadirtów Gwardii Meklemburgii-Schwerinu w stopniu Portepeefähnrich. Podczas wiosny ludów, kwietniu 1848, brał udział w bitwach pod Waldmichelbach i Ladenburgiem. W 1849 uczestniczył w tłumieniu rewolucji badeńskiej. W 1857 roku, po trzech latach nauki, ukończył Pruską Akademię Wojenną w Berlinie i został awansowany na porucznika (niem. Premiereleutnant). Od września 1861 roku do końca marca 1866 roku Conring służył jako kapitan i oficer pruskiego sztabu generalnego. Następnie został przydzielony do 2. Pułku Piechoty na stanowisko dowódcy kompanii. Wraz z 2. Pułkiem uczestniczył w wojnie niemieckiej.Po zakończeniu konfliktu, w 1867 został mianowany adiutantem skrzydłowym Wielkiego Księcia Meklemburgii-Schwerinu.W październiku 1868 otrzymał awans na stopień majora. Za udział w wojnie francusko-pruskiej odznaczony Krzyżem Żelaznym I Klasy i Meklemburskim Krzyżem Zasługi Wojskowej. Po awansie na pułkownika (niem. Oberst) został, w maju 1876 roku, dowódcą 81. Pułku Piechoty we Frankfurcie nad Menem. Po jesiennych ćwiczeniach w 1880 roku Conring doznał zaburzeń nerwowych i został tymczasowo urolopowany. Ponieważ po dwóch długich pobytach uzdrowiskowych nie nastąpiła poprawa został zwolniony z wojska. W 1882 przeszedł w stan spoczynku w stopniu generała majora (niem. Generalmajor).

## Odznaczenia
Odznaczenia Enno von Conringa to między innymi:
- Order Orła Czerwonego III klasy ze wstęgą
- Order Królewski Korony III klasy z liśćmi dębu
- Krzyż Żelazny I klasy
- Kawaler I klasy Orderu Ludwika (Hesja)
- Komandor II klasy Orderu Zasługi Filipa Wspaniałomyślnego (Hesja)
- Komandor Orderu Korony Wendyjskiej (Meklemburgia)
- Krzyż Zasługi Wojskowej I klasy (Meklemburgia)
- Kawaler Orderu Leopolda (Austro-Węgry)
- Order Świętego Włodzimierza IV klasy (Imperium Rosyjskie)
- Komandor II klasy Orderu Ernestyńskiego z mieczami (Saksonia)
- Krzyż Zasługi I klasy z mieczami (Schwarzburg)